# 朱志良
朱志良（1948年12月—），男，汉族，河南孟津人，中华人民共和国政治人物，曾任甘肃省人大常委会秘书长、副主任，甘肃省慈善总会会长，第九届全国人大代表。